# Bjersted Skov
Bjersted Skov är en skog i Danmark. Den ligger i Region Själland, i den östra delen av landet. Bjersted Skov ligger på ön Sjælland. I skogen finns många vattendrag.